# Friedrich Schneider (Verleger)

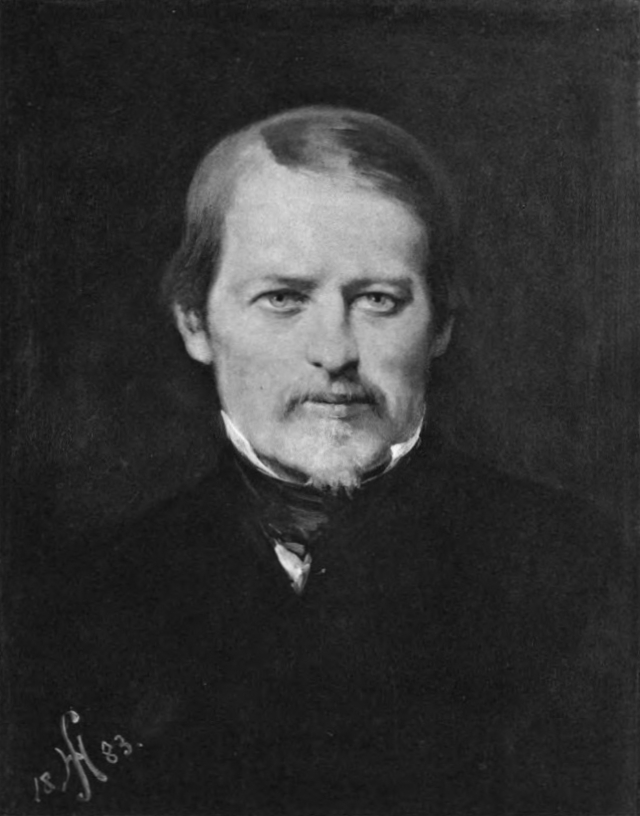
Friedrich Schneider, 1883, gemalt von seinem Sohn Hermann Schneider

Friedrich Schneider (* 10. Oktober 1815 in Leipzig; † 9. April 1864 in München) war ein deutscher Verleger.

## Leben
Schneider wählte zunächst den Beruf eines Kaufmanns. 1843 lernte er den Zeichner und Historienmaler Kaspar Braun kennen. Im selben Jahr trat er in die von Braun & Dessauer begründete xylographische Kunstanstalt und übernahm den buchhändlerischen Betrieb des Verlags, worauf er in Braun & Schneider umbenannt wurde. Mit der Gründung der Fliegenden Blätter und des Münchner Bilderbogens, illustrierten Verlagsartikeln, machte sich der Verlag einen weltbekannten Namen. Im Februar 1865 erwarb der Verlag die Bildrechte an Max und Moritz von Wilhelm Busch.
Friedrich Schneider war der Großvater von Sophie Lissitzky-Küppers.

## Werke
- Reinholds Schicksale oder Gott führt die Seinen wunderbar. Eine Erzählung für die reifere Jugend aus den Zeiten des dreißigjährigen Krieges. Veith und Rieger, Augsburg 1838, Digitalisat.
- Adelmar, der Tempelritter. Eine Erzählung aus den Zeiten der Kreuzzüge. Lampart & Co., Augsburg 1839, Digitalisat der 4. Auflage 1868.
- Die Gemsschützen oder Kaiser Maximilians Gefahr auf der Martinswand. Eine Erzählung aus der Vorzeit des Tyrolerlandes. Pustet, Regensburg 1841, Digitalisat.
- Sprüchwörter. In: Fliegende Blätter, Band 1, Heft 1, 1845, S. 6
- Eduard und Kunigunde, In: Fliegende Blätter, Band 1, Heft 5, 1845, S. 38.

## Herausgabe und Redaktion
- Haus-Chronik. Herausgegeben von Kaspar Braun und Friedrich Schneider. München: Braun & Schneider, 1851
- Fliegende Blätter. München: Braun & Schneider. Nr. 1 bis 782 (zusammen mit Kaspar Braun), 1844–1860